# Gunnarskogs distrikt
Gunnarskogs distrikt är ett distrikt i Arvika kommun och Värmlands län. Distriktet ligger omkring Gunnarskog i västra Värmland.

## Tidigare administrativ tillhörighet
Distriktet inrättades 2016 och utgörs av Gunnarskogs socken i Arvika kommun.
Området motsvarar den omfattning Gunnarskogs församling hade vid årsskiftet 1999/2000.

## Tätorter och småorter
I Gunnarskogs distrikt finns en tätort och en småort.

### Tätorter
- Gunnarskog

### Småorter
- Allstakan

### Övriga orter
- Blakstadsfors-Sätered
- Bortan
- Bron
- Gravås
- Järperud
- Stora Årbotten